# 閭山県
閭山県（りょざん-けん）は中華人民共和国遼寧省にかつて存在した県。現在の朝陽市朝陽県付近に相当する。
遼代に設置され、金代に廃止された。